# Клатови (окръг)
Окръг Клатови (на чешки: Okres Klatovy) е един от 7-те окръга на Пилзенския край на Чехия. Административен център е едноименният град Клатови. Площта на окръга е 1945,69 km2, а населението – 86 617 (2016 г.). В окръга има 94 населени места, от които 15 града и 4 места без право на самоуправление. Код по LAU-1 – CZ0322.

## География
Окръгът е разположен в южната част на края. Граничи с пилзенските окръзи Пилзен-юг на север и Домажлице на северозапад. На изток и югоизток се намират окръзите Прахатице и Страконице на Южночешкия край. На югозапад е държавната граница с Германия.
Западното част на окръга се основно на територията на планината Шумава и западното Пошумавие.

## Градове и население
Това е най-големият по площ окръг в цялата Чехия, а по население се нарежда на второ място в края (след окръг Пилзен-град). Средната гъстота на населението е много ниска, далеч под средните стойности за края и за страната.
Данни за 2009 г.:
| Град                | Население |
| ------------------- | --------- |
| Клатови             | 23 010    |
| Сушице              | 11 535    |
| Хораждьовице        | 5699      |
| Нирско              | 5194      |
| Яновице над Углавоу | 2232      |
| Железна Руда        | 2059      |
| Планице             | 1708      |
| Швихов              | 1650      |
| Кашперске Хори      | 1588      |
| Стражов             | 1358      |
| Налжовске Хори      | 1203      |
| Мечин               | 1150      |
| Хартманице          | 1082      |
| Рейщейн             | 252       |
| Раби                | 468       |

| Общо           | Жени             | Мъже             |
| -------------- | ---------------- | ---------------- |
| 89 101 (100 %) | 45 007 (50,51 %) | 44 094 (49,49 %) |

Средната гъстота е 45 души на km²; 67,03 % от населението живее в градове.

## Образование
По данни от 2003 г.:
| Вид училище                         | Брой училища |
| ----------------------------------- | ------------ |
| Детски градини                      | 44           |
| Начални училища                     | 44           |
| Гимназии                            | 2            |
| Средни училища и промишлени училища | 6            |
| Средни професионални училища        | 5            |
| Висши професионални училища         | 1            |

## Здравеопазване
По данни от 2003 г.:
| Лекари                                      | 280 |
| Болници                                     | 2   |
| Специализирани заведения за лечение и отдих | 1   |
| Зъболекари                                  | 51  |
| Аптеки                                      | 18  |

## Реки
- Кржемелна
- Отава
- Ржезна (Реген)
- Ухлава
- Услава
- Видра
- Остружна